# Mission Viejo
Mission Viejo är en stad (city) i Orange County, i delstaten Kalifornien, USA. Enligt United States Census Bureau har staden en folkmängd på 94 721 invånare (2011) och en landarea på 45,9 km².

## Kända personer från Mission Viejo
- Kristy Swanson, skådespelare